# Paranormális
A paranormális kifejezés olyan feltételezett jelenségek és képességek csoportjának leírására szolgál, amelyek tudományosan nem magyarázhatók, és amelyek nem érthetők az ismert tudományos törvényszerűségek és jelenségek szempontjából. Gyakran ezek az esetek képezik a parapszichológia vizsgálatának a tárgyát. Mivel ezeknek a jelenségeknek a létezésére nincs megerősített bizonyíték, a feltételezések időnként szabad utat kapnak.

## Etimológia
A latin eredetű paranormalis nemzetközi kifejezés összetett szó: para- (= “felett, fölé”) + normalis (= “normális, megszokott, mindennapi”).

## Tárgya
A jelenségek, amelyek paranormálisnak minősülnek:
- A parapszichológia területe, amely két alkategóriára oszlik:
  - A „pszi-gamma”, amely a paranormális tudásra vonatkozik (érzékszerveken kívüli észlelések stb.)
  - A „pszi-kappa”, amely a paranormális cselekvésre vonatkozik (pl. pszichokinézis stb.)
- paranormális gyógyítás;
- animális magnetizmus, jóslás, tisztánlátás stb.;
- a halottakkal való kommunikáció különböző módjai és útjai: (médium, nekromancia, az ouija; automatikus írás;
- jelenségek a túlvilágról (kísértetek, szellemek, ektoplazmák, poltergeist, Mária-jelenések stb. ;
- a "megszállottság" esetei;
- az UFO-k és a hozzá kapcsolt jelenségek (gabonakör stb.).

## Közvélemény-kutatások
Amerikai (USA) közvélemény-kutatások a paranormális jelenségekről
| Jelenség                          | Farha-Steward (2006) | Farha-Steward (2006) | Farha-Steward (2006) | Gallup (2001) | Gallup (2001) | Gallup (2001)  | Gallup (2005) | Gallup (2005) | Gallup (2005)  |
| Jelenség                          | Hisz benne           | Bizonytalan          | Nem hisz benne       | Hisz benne    | Bizonytalan   | Nem hisz benne | Hisz benne    | Bizonytalan   | Nem hisz benne |
| --------------------------------- | -------------------- | -------------------- | -------------------- | ------------- | ------------- | -------------- | ------------- | ------------- | -------------- |
| Pszichikai, spirituális gyógyítás | 57                   | 26                   | 18                   | 54            | 19            | 26             | 55            | 17            | 26             |
| ESP                               | 29                   | 39                   | 33                   | 50            | 20            | 27             | 41            | 25            | 32             |
| Kísértet járta házak              | 41                   | 25                   | 35                   | 42            | 16            | 41             | 37            | 16            | 46             |
| Démoni megszállás                 | 41                   | 28                   | 32                   | 41            | 16            | 41             | 42            | 13            | 44             |
| Telepátia                         | 25                   | 34                   | 42                   | 36            | 26            | 35             | 31            | 27            | 42             |
| Paleoasztronautika                | 18                   | 34                   | 49                   | 33            | 27            | 38             | 24            | 24            | 51             |
| Tisztánlátás és prófécia          | 24                   | 33                   | 43                   | 32            | 23            | 45             | 26            | 24            | 50             |
| Channelling (médium)              | 16                   | 29                   | 55                   | 28            | 26            | 46             | 21            | 23            | 55             |
| Asztrológia                       | 17                   | 26                   | 57                   | 28            | 18            | 52             | 25            | 19            | 55             |
| Boszorkányság                     | 27                   | 19                   | 55                   | 26            | 15            | 59             | 21            | 12            | 66             |
| Reinkarnáció                      | 16                   | 28                   | 57                   | 25            | 20            | 54             | 20            | 20            | 59             |